# Лакић
Лакић је српско презиме. Значајни људи са презименом укључују:
- Дубравка Лакић, српска филмска критичарка
- Мара Лакић, југословенска кошаркашица
- Ристо Лакић, црногорски фудбалер
- Зоран Лакић, српски и црногорски историчар